# Idioma kol (Nueva Bretaña)
El kol es una lengua hablada en la parte oriental de la isla de Nueva Bretaña en Papúa Nueva Guinea, tiene unos 4000 hablantes.
El kol parece ser una lengua aislada sin parentescos probados con ninguna otra lengua, aunque podría estar remotamente emparentado con el pobremente testimoniado idioma sulka.